# Заречье (Николо-Раменское сельское поселение)
Заречье — деревня в Череповецком районе Вологодской области.
Входит в состав Николо-Раменского сельского поселения, с точки зрения административно-территориального деления — в Николо-Раменский сельсовет.
Расстояние по автодороге до районного центра Череповца — 81 км, до центра муниципального образования Николо-Раменья — 11 км. Ближайшие населённые пункты — Бузаково, Дмитриево, Пустошка.
По переписи 2002 года население — 54 человека (31 мужчина, 23 женщины). Всё население — русские.